# 麗音唱片
麗音唱片，是一家香港的唱片和製作公司，於1994年成立，初期只為唱片公司出品，其後成為唱片公司，1999年結束營業。

## 歷史

### 初期
麗音唱片初時是代理其他唱片公司之產品。

### 全盛期
直至1996年，麗音宣佈與呂珊及羅嘉良簽約，為其每年發行一隻大碟。並於1997年與新人黎駿簽約，同年為TVB該年的台慶劇《美味天王》發行原聲大碟，參與藝員有沈殿霞、秦沛、歐陽震華、關詠荷、張可頤、宣萱、薛家燕、林曉峰、鄧一君及其歌手羅嘉良、黎駿。

### 結業
1998年亞洲金融風暴發生，麗音唱片雖未倒閉，但已開始沒有盈利，呂珊又於同年脫離麗音加入樂意唱片，使其財政雪上加霜。
1999年，因羅嘉良脫離麗音，所以黎駿可發行其第一隻國語大碟，不久麗音唱片亦結束營業。
2010年代，其品牌及歌曲版權被環星唱片收購。

## 歌手列表（1994－1999）

### 男
- 羅嘉良（1996年—1999年）1999年轉到英皇娛樂
- 黎駿 （1997年—1999年）1999年解約

### 女
- 呂珊 （1996年—1998年）1998年轉到樂意唱片，而在2004年轉到環星娛樂
- 李蕙敏 （1995年）代理發行，1996年發行權轉到嘉音唱片

### 組合
- 幕後玩家